# Walter Arendt
Walter Arendt, né le 17 janvier 1925 à Heessen et décédé le 7 mars 2005 à Bornheim, est un homme politique allemand, membre du Parti social-démocrate d'Allemagne (SPD) et qui fut ministre fédéral du Travail entre 1969 et 1976, sous les deux mandats de Willy Brandt et le premier mandat d'Helmut Schmidt.

## Formation et carrière

### Un mineur prisonnier de guerre
Après ses études secondaires, il suit un apprentissage de mineur et travaille dans l'industrie minière, mais son activité est régulièrement interrompue entre 1939 et 1947. Il doit en effet accomplir son service du travail, puis se voit enrôlé dans la Wehrmacht, étant à ce titre fait prisonnier de guerre à la fin de la Seconde Guerre mondiale.
Entre 1947 et 1949, il suit des cours à l'académie du travail de Francfort-sur-le-Main puis à l'académie de l'économie sociale de Hambourg.

### Un syndicaliste de l'énergie
Il entre au service de presse du syndicat IG Bergbau und Energie à Bochum en 1948, dont il sera directeur par intérim en 1954. Un an plus tard, il devient membre du comité directeur, avant d'être élu en 1964 à la présidence de l'organisation, qu'il la cumule en 1967 avec celle de l'Union internationale des mineurs. Il renonce à ses activités syndicales deux ans plus tard.

## Vie politique
Membre du Parti social-démocrate d'Allemagne (SPD) à partir de 1946, il est élu en 1961 député fédéral de Rhénanie-du-Nord-Westphalie, et fait son entrée au comité directeur fédéral du parti en 1968.
Le 22 octobre 1969, à la suite de la formation de la première coalition sociale-libérale de Willy Brandt, Walter Arendt est nommé ministre fédéral du Travail et de l'Ordre social. Il conserve ce poste après les élections de 1972, entre à la présidence fédérale du SPD un an plus tard, et se voit reconduit après le remplacement de Brandt par Helmut Schmidt deux ans plus tard.
Il quitte cependant le cabinet le 14 décembre 1976 et devient alors vice-président du groupe parlementaire SPD, se retirant de la vie politique à la fin de la législature, en 1980, un an après avoir mis fin à ses fonctions dans l'appareil du parti.